# Сёстры Солнца
Сёстры Солнца (англ. Sisters of the Sun) — восьмой эпизод американского документального телевизионного шоу «Космос: пространство и время». Премьера эпизода состоялась 27 апреля 2014 года на телеканале Fox, а 28 апреля 2014 года — на телеканале National Geographic Channel. Эпизод посвящён исследованиям звёзд от древнейших времён и до наших дней. Также рассматривается предполагаемое будущее звёзд, в том числе и Солнца, на основе наблюдения за другими звёздами, для которых это будущее уже наступило. В анимационных вставках рассказывается о работе Энни Джамп Кэннон (её озвучила Марли Мэтлин) и Сесилии Пейн (озвучена Кирстен Данст). Пэйн исследовала химический состав звёзд и обнаружила, что они состоят в основном из водорода. Кэннон же разработалала первый каталог спектральных характеристик звёзд. Название эпизода отдаёт дань уважения женщинам-учёным, которые сделали значительный вклад в развитие классификации звёзд и астрофизику в целом.
Эпизод посмотрело 3,66 миллиона зрителей. Рейтинг в возрастной категории 18-49 составил 1,4/4.

## Сюжет

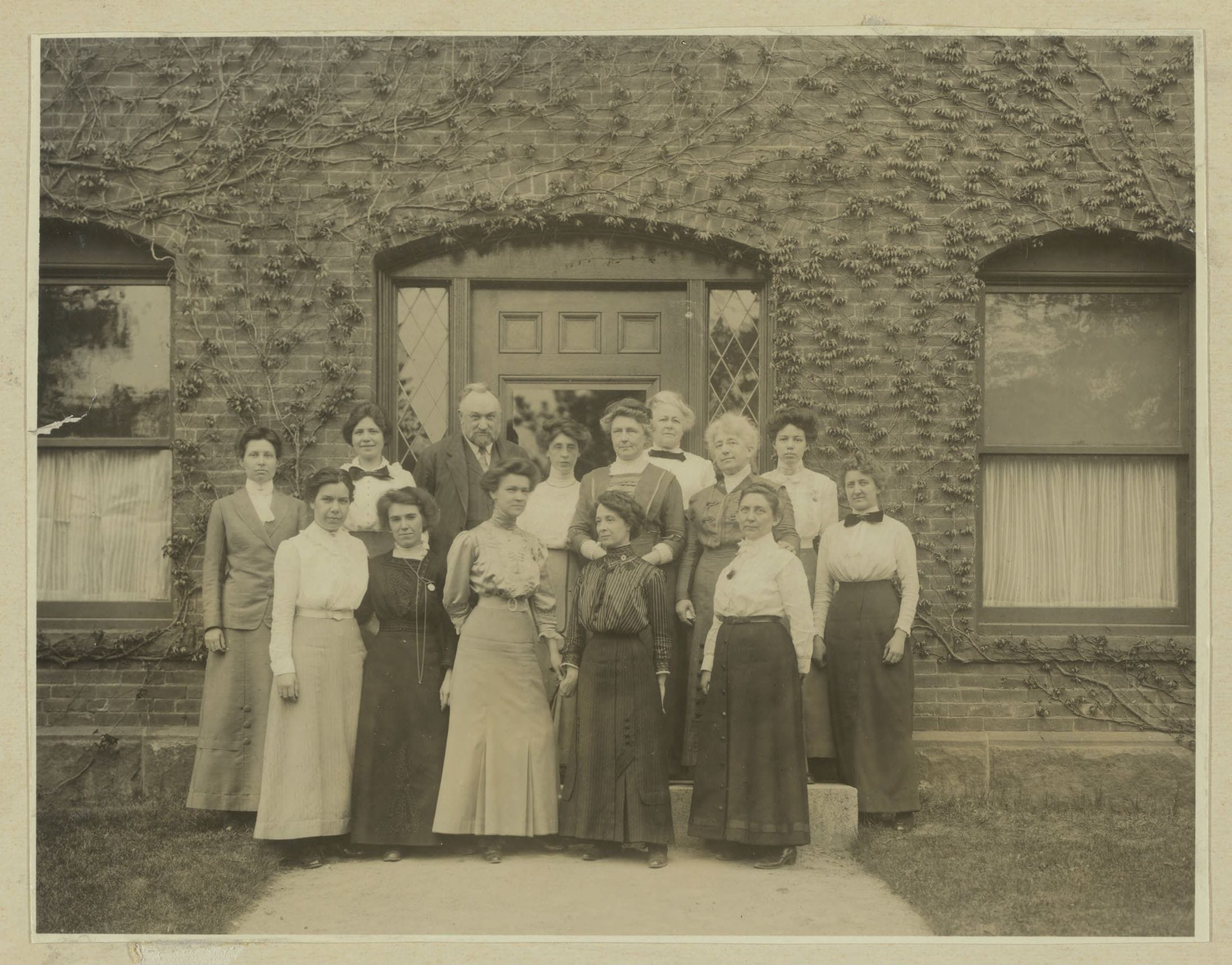
Учетчицы Гарварда, которые помогали классифицировать известные в их время звёзды

Эпизод рассматривает состав, строение и эволюцию звёзд. Тайсон начинает с описания попыток первых людей связать звёзды в созвездия и объяснить появление этих созвездий при помощи различных мифов и легенд (например, мифа о Плеядах). Далее Тайсон продолжает повествование, обратившись к теме того, как Эдуард Чарлз Пикеринг работал над одновременным фиксированием спектра нескольких звёзд, и того, как помощницы Пикеринга, учётчицы Гарварда (или «гарем Пикеринга»), каталогизировали все спектры этих звёзд. Среди учётчиц были Энни Джамп Кэннон, которая создала и развила Гарвардскую спектральную классификацию звёзд, и Генриетта Суон Ливитт, которая обнаружила способ определить расстояние от Земли до каталогизируемой звезды, а также выявить её состав. Позже к ним присоединилась Сесилия Пейн, которая завязала крепкие дружеские отношения с Кэннон, а также определила, что классификация, созданная Кэннон, связана с составом и температурой звёзд.
Тайсон переходит к описанию жизненного цикла звёзд, о котором можно судить по межзвёздным облакам. Он объясняет, что звёзды, подобные Солнцу, сохраняют свой размер за счёт баланса между гравитацией, сжимающей все газы внутрь звезды, и ядерными процессами, наоборот выталкивающими эти газы наружу. Когда с возрастом Солнце станет более горячим и ярким, этот баланс нарушится и Солнце начнёт расширяться до тех пор, пока не превратится в красного гиганта, а после не сожмётся в белого карлика — прекращение жизненного цикла при ограниченных атомных силах. После Тайсон рассказывает о более разрушительных прекращениях жизненного цикла звёзд, когда эти звёзды превращаются в новые и сверхновые звёзды — в зависимости от их размера — и впоследствии взрываются, становясь пульсарами. Крупные звёзды также могут «схлопнуться» в чёрные дыры. Также Тайсон описывает, что звёзды могут быть настолько большими (например, звезда Эта Киля, которую считают нестабильной двойной звездой массой в 120 и 30 Солнц для каждого компонента соответственно), что в относительно ближайшем будущем они могут превратиться в гиперновую звезду. Тайсон заканчивает эпизод утверждением, что вся материя на Земле состоит из того же звёздного вещества, что и Солнце, звёзды и туманности, и что свет и энергия от звёзд — основа жизни на Земле.

## Производство
Незадолго до начала производства эпизода, Сет Макфарлейн пригласил актрису Марли Мэтлин, обладательницу премии «Оскар» за лучшую женскую роль и единственную глухую актрису, когда-либо получившую «Оскара» в этой номинации, для участия в съёмках. Макфарлейн и Мэтлин уже работали вместе при производстве мультсериала «Гриффины», в котором Мэтлин озвучила Стеллу, глухую коллегу Питера Гриффина. В эпизоде голосом Мэтлин говорит Энни Джамп Кэннон, которой, наряду с Эдуардом Ч. Пиккерингом, приписывают разработку Гарвардской классификации звёзд, ставшей первой серьёзной попыткой классифицировать звёзды на основе их температуры.

## Рейтинг
Премьеру эпизода в прямом эфире на канале Fox посмотрело 3,66 миллиона зрителей. При этом рейтинг эпизода в возрастной категории 18-49 составил 1,4/4. В результате эпизод занял четвёртое и последнее место среди эпизодов своего таймблока, уступив эпизодам телесериалов "Хорошая жена ", «Воскрешение» и «Верь», и тринадцатое место среди семнадцати премьер той же ночи.